# Slivnica (Nordmakedonien)
Slivnica (makedonska: Сливница) är en ort i Nordmakedonien. Den ligger i kommunen Resen, i den sydvästra delen av landet, 120 kilometer söder om huvudstaden Skopje. Slivnica ligger 943 meter över havet och antalet invånare är 323. Den ligger vid Prespasjön.